# Lausset
L'Aucet ou Lausset est un affluent gauche du gave d'Oloron dans les Pyrénées-Atlantiques.

## Géographie

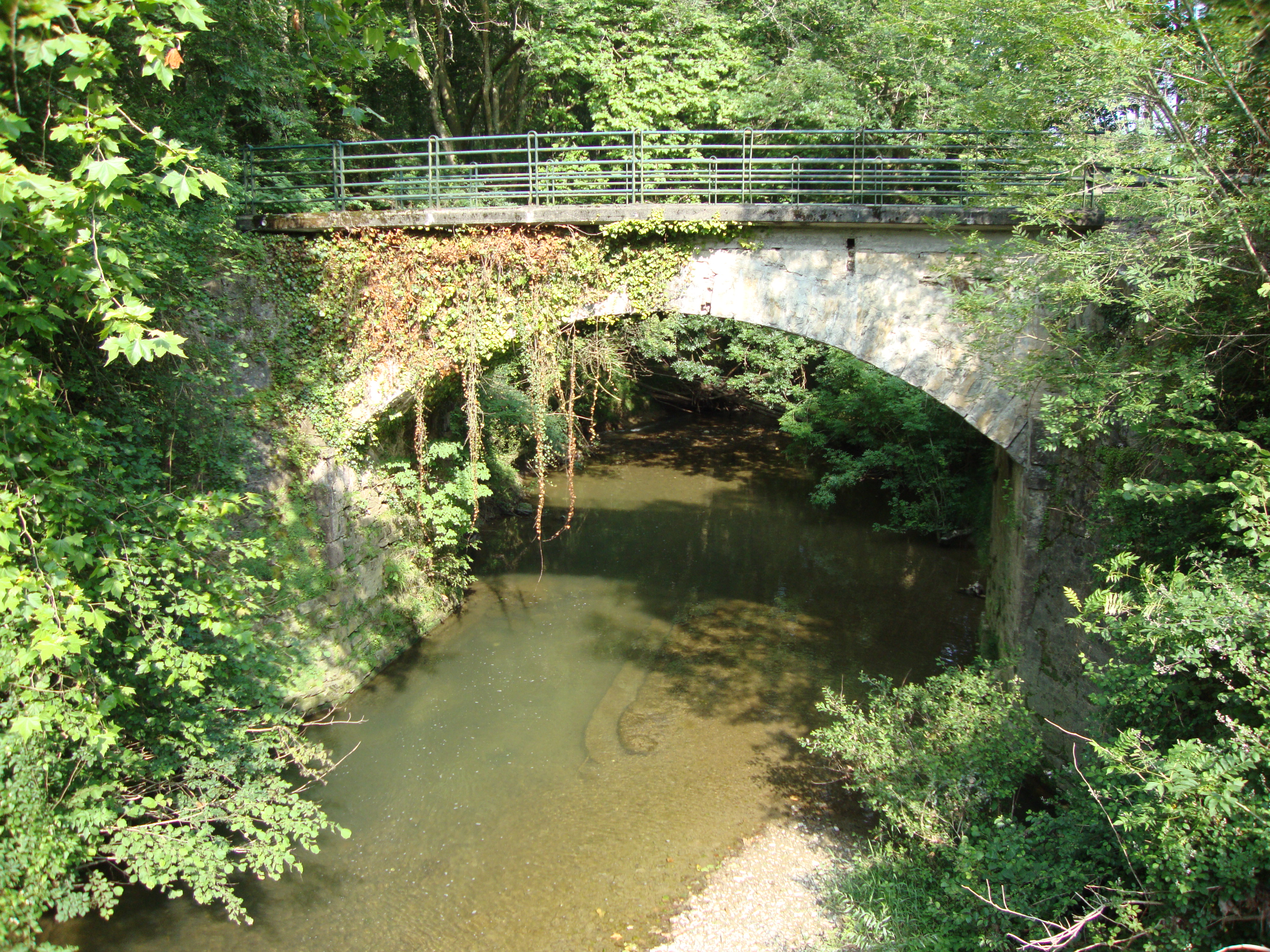
Le Lausset dans la forêt de Préchacq-Josbaig, pont du D135 vu du D25

De 39,3 km de longueur, le Lausset prend sa source au nord de l'Ahantziga, entre Gotein et Roquiague dans la province basque de Soule. Il descend plein est vers le gave d'Oloron avant de le longer à l'ouest du plissement portant Gurs et Sus pour ne confluer qu'après Araujuzon.

### Département et principales villes traversés
- Pyrénées-Atlantiques / Soule : Roquiague, Chéraute, l'Hôpital-Saint-Blaise
- Pyrénées-Atlantiques / Béarn : Préchacq-Josbaig, Gurs, Sus, Susmiou, Castetnau-Camblong, Araux, Viellenave et Araujuzon.

## Hydrologie

### Principaux affluents
- (D) Lohitze, de Roquiague
  - (G) Basagaïtz
  - (D) Azkaineko erreka
- (G) Arpʰiletape ou Aiguette, de Mendibieu
  - Berrhondo, de Moncayolle-Larrory-Mendibieu
- (D) Hurzabal[4]
- (D) Ibarle, de Saint-Goin
  - (G) Aranbeltzeko erreka[5]
- (G) Haugà de Larrory
- (G) La Serre ou ruisseau de Carrié, de Larrory
  - (G) Le Serrot
- (G) Harcellane ou Harcilannes
  - (G) la Tréture, du Bedat à Sus
  - (G) ruisseau de Lescuncette (Laskuntzeta),
  - (G) ruisseau de Cassou dou Boue (de Larrunduigt à Hourbaigt)

## Toponymie
Son nom roman historique est l'Aucet, attesté en 1384.

### Étymologie
Le nom Aucet est basé sur la racine pré-indo-européenne * Alz- très fréquente en hydronymie et que l'on retrouve dans le nom du village d'Alçay.
La forme Lausset est due à une agglutination de l'article. En occitan, lau, laus (prononcé láous) signifie « lac, amas d'eau », mais l'Aucet doit son nom au basque reconstruit Altzate.